# Ганц, Бени
Бе́ни Ганц (ивр. בני גנץ‎; полное имя — Биньями́н Ганц, ивр. בנימין גנץ‎; род. 9 июня 1959, Кфар-Ахим, Израиль) — израильский военный и политический деятель.
Генерал-лейтенант запаса Армии обороны Израиля, 20-й Начальник Генерального штаба Армии обороны Израиля (с 14 февраля 2011 по 16 февраля 2015 года).
Председатель и основатель партии «Кахоль Лаван Хосен ле-Исраэль», представленной в кнессете 21-го, 22-го, 23-го и 24-го созывов парламентской фракцией «Кахоль-лаван» (сопредседатель фракции в кнессете 21-го и 22-го созывов, председатель фракции в кнессете 23-го и 24-го созывов), а в кнессете 25-го созыва — фракцией «Ха-махане ха-мамлахти» (с июля 2025 года под наименованием «Кахоль-Лаван Ха-махане ха-мамлахти») (председатель фракции). Депутат кнессета 21-го, 22-го, 23-го, 24-го и 25-го созывов.
Председатель кнессета в 2020 году, сменный премьер-министр Израиля с 2020 по 2021 год, министр юстиции Израиля в 2021 году, министр обороны Израиля с 2020 по 2022 год и заместитель премьер-министра Израиля с 2021 по 2022 год, министр без портфеля и член узкого военного кабинета в чрезвычайном правительстве национального единства с 2023 по 2024 год.

## Биография

### Семья и ранние годы
Ганц родился и вырос в мошаве Кфар-Ахим (около города Кирьят-Малахи, Израиль), третий из четырёх детей семьи Нахума и Малки Ганц.
Отец Ганца, Нахум Цви (Эрнест) Ганц (29 июля 1926—23 февраля 2005), родился в городке Совата в Румынии в семье Арье и Фрумы Ганц. Во время Второй мировой войны находился на принудительных работах в румынском городе Турда. Отец Нахума, Арье, погиб в 1944 году во время Холокоста, скрываясь от нацистов. В мае 1945 года Нахум Ганц был переправлен с помощью солдат «Еврейской бригады» в Италию, где действовал в рамках подпольной организации «Моссад ле-Алия Бет», организовывавшей нелегальную еврейскую иммиграцию в Палестину.
Мать Ганца, Малка (Маргит) (5 марта 1928—26 мая 2009), родилась в городке Мезёковачхаза в Венгрии в семье Яакова (Яно) и Йохевед (Илоны) Вайс. Отец Малки был расстрелян во время Холокоста, её мать скончалась от тифа в 1945 году вскоре после освобождения из концлагеря Маутхаузен, во время Холокоста погиб и её брат Йосеф, а сама Малка была заключена во время Второй мировой войны в концлагере Берген-Бельзен.
В начале 1947 года родители Ганца пытались добраться в Палестину на борту корабля «Хаим Арлозоров», следовавшего из Швеции, где на его борт поднялась мать Ганца, через Италию, где к пассажирам корабля присоединился Нахум Ганц. Британские власти Палестины изгнали познакомившихся на борту корабля родителей Ганца на Кипр, где отец Ганца организовал поселенческую ячейку организации «Бней Акива», после чего 15 апреля 1948 года родители Ганца, поженившиеся 12 августа 1947 года на Кипре, всё же перебрались в Палестину. Нахум Ганц вступил в ряды боевой организации «Пальмах», принимал участие в боях в Негеве в ходе Войны за независимость Израиля и вместе со своей женой и другими семьями выходцев из Европы, переживших Холокост, вошёл в число основателей мошава Кфар-Ахим. В дальнейшем Нахум Ганц был заместителем начальника поселенческого отдела «Еврейского агентства» и деятелем поселенческого движения «Тнуат ха-мошавим».
Бени Ганц учился в религиозной начальной школе «Шафир» и в иешиве «Ор Эцион», затем окончил школу-интернат «Ха-Кфар ха-Ярок» в Рамат-ха-Шароне. В «Ха-Кфар ха-Ярок» был в течение двух лет главой совета учеников школы.
В юности работал на семейной молочной ферме.

### Военная карьера

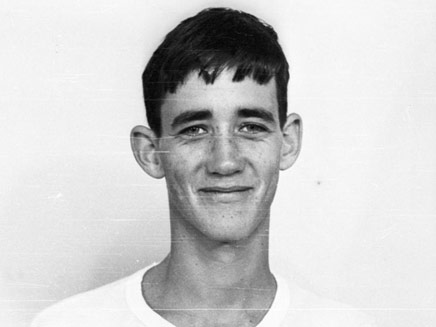
Ганц во время призыва в армию (1977)

В сентябре 1977 года Ганц был призван на службу в Армию обороны Израиля. Начал службу в 50-м батальоне бригады «Цанханим». Принимал участие в боевых действиях в Ливане, в том числе в операции «Литани» в марте 1978 года и операции «Листопад» в июне 1978 года.
В 1979 году окончил офицерские курсы, после чего был инструктором в Офицерской школе и исполнял должности командира взвода и заместителя командира роты в 50-м батальоне бригады «Цанханим». В должности заместителя командира роты, в июне 1980 года, принял участие в операции «Иш Дамим» по уничтожению лагеря боевиков в Ливане. В 1981 году возглавил роту в 50-м батальоне. В качестве командира роты принял участие в эвакуации поселения Ямит при выводе израильских войск из Синайского полуострова.
В 1982 году прошёл курс сил специального назначения Армии США («зелёных беретов») в США. Вернулся в Израиль вскоре после начала Ливанской войны. По возвращении был назначен главой отдела в штабе Главного офицера пехотных и десантных войск (ивр. קחצ"ר‎), но потребовал от командования направить его на ливанский фронт и вскоре принял участие в боевых действиях бригады в западном Бейруте, сменив на посту командира одной из рот, получившего ранение в боях.
С 1983 года был командиром военно-инженерной роты (ивр. פלחה"ן‎) бригады «Цанханим» и командиром оперативного отдела (ивр. קצין אג"ם‎) бригады, а в 1984 году стал заместителем командира спецподразделения «Шальдаг».
В 1985 году вышел на учёбу в Колледже полевого и штабного командного состава Армии обороны Израиля, в 1986 году стал заместителем командира 890-го батальона «Эфа» бригады «Цанханим», а в 1987 году возглавил данный батальон в относительно раннем возрасте 28 лет. В должности командира батальона принимал участие в боевых действиях в Южном Ливане, а также командовал операцией по уничтожению ячейки бойцов «Хезболлы», проникшей в январе 1988 года на территорию Израиля.
В 1989 году был назначен командиром спецподразделения «Шальдаг». Помимо прочего, командовал действиями подразделения во время операции «Соломон».
В 1991 году вышел на учёбу в Колледже национальной безопасности, а с 1992 года был командиром резервной десантной бригады «Хицей ха-Эш». В 1994 году стал командиром территориальной бригады «Йехуда», ответственной за южную часть Западного берега реки Иордан, включая город Хеврон, вступив на должность в напряжённый период вскоре после теракта, совершённого израильским радикалом в Пещере Патриархов в Хевроне. В должности командира бригады «Йехуда» руководил действиями бригады по борьбе с палестинским террором, включая борьбу с военным крылом организации «Хамас» в районе города Хеврон.

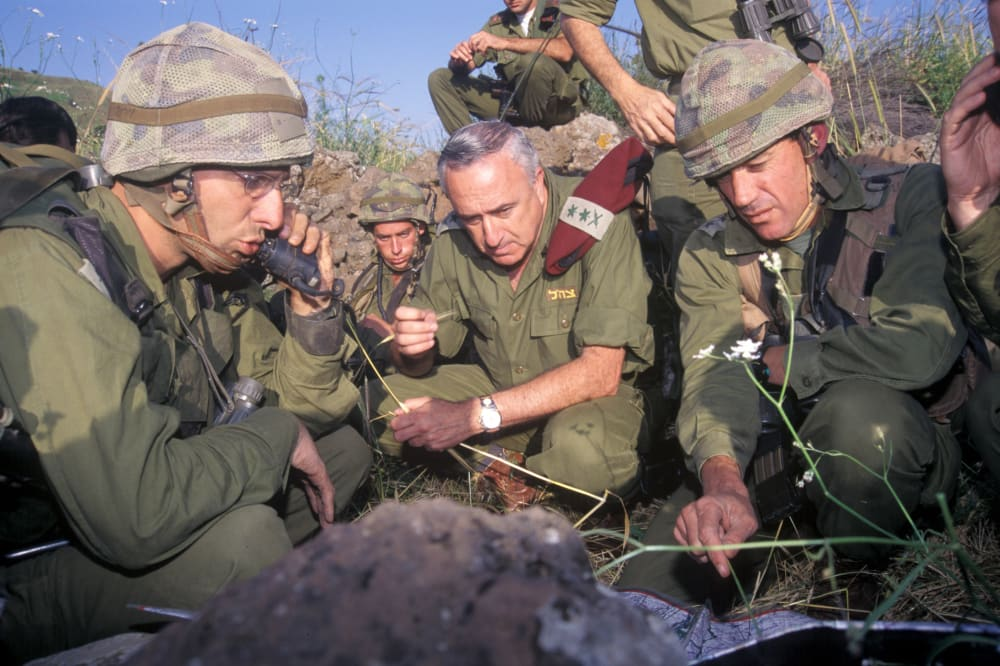
Ганц (справа) с Начальником Генштаба Амноном Липкином-Шахаком на учениях бригады «Цанханим» (июнь 1996)

В 1995 году возглавил бригаду «Цанханим». В этой должности командовал бригадой в ходе боевых действий в Южном Ливане, в том числе в ходе операции «Колесницы богов».
С 1997 года находился на учёбе в США, а с 8 октября 1998 по 29 апреля 1999 года командовал резервной бронетанковой дивизией «Этгар» Северного военного округа.
В апреле 1999 года, вследствие гибели командира Подразделения связи взаимодействия с Ливаном (территориальной дивизии, размещавшейся в южном Ливане), бригадного генерала Эреза Герштейна, был назначен командиром подразделения до его расформирования в связи с выводом израильских войск из Ливана в мае 2000 года.
27 сентября 2000 года вступил на должность командира территориальной дивизии Иудеи и Самарии. Командовал дивизией в период начала «Интифады Аль-Аксы». Одним из инцидентов, произошедших в этот период, стала гибель израильского полицейского Мидхата Юсефа, скончавшегося 1 октября 2000 года от ранений, полученных в ходе беспорядков вокруг Гробницы Иосифа в палестинском городе Наблус, вследствие неоказания своевременной медицинской помощи из-за нежелания командования вводить израильские войска в город в надежде, что ситуация будет разрешена с помощью сил палестинской полиции. Несмотря на то, что директива не вводить войска в Наблус исходила от высшего командования и политического эшелона, а внутреннее армейское расследование признало действия Ганца в ходе инцидента оправданными ввиду сложившихся обстоятельств, семья Юсефа не простила Ганцу его участия в событиях.

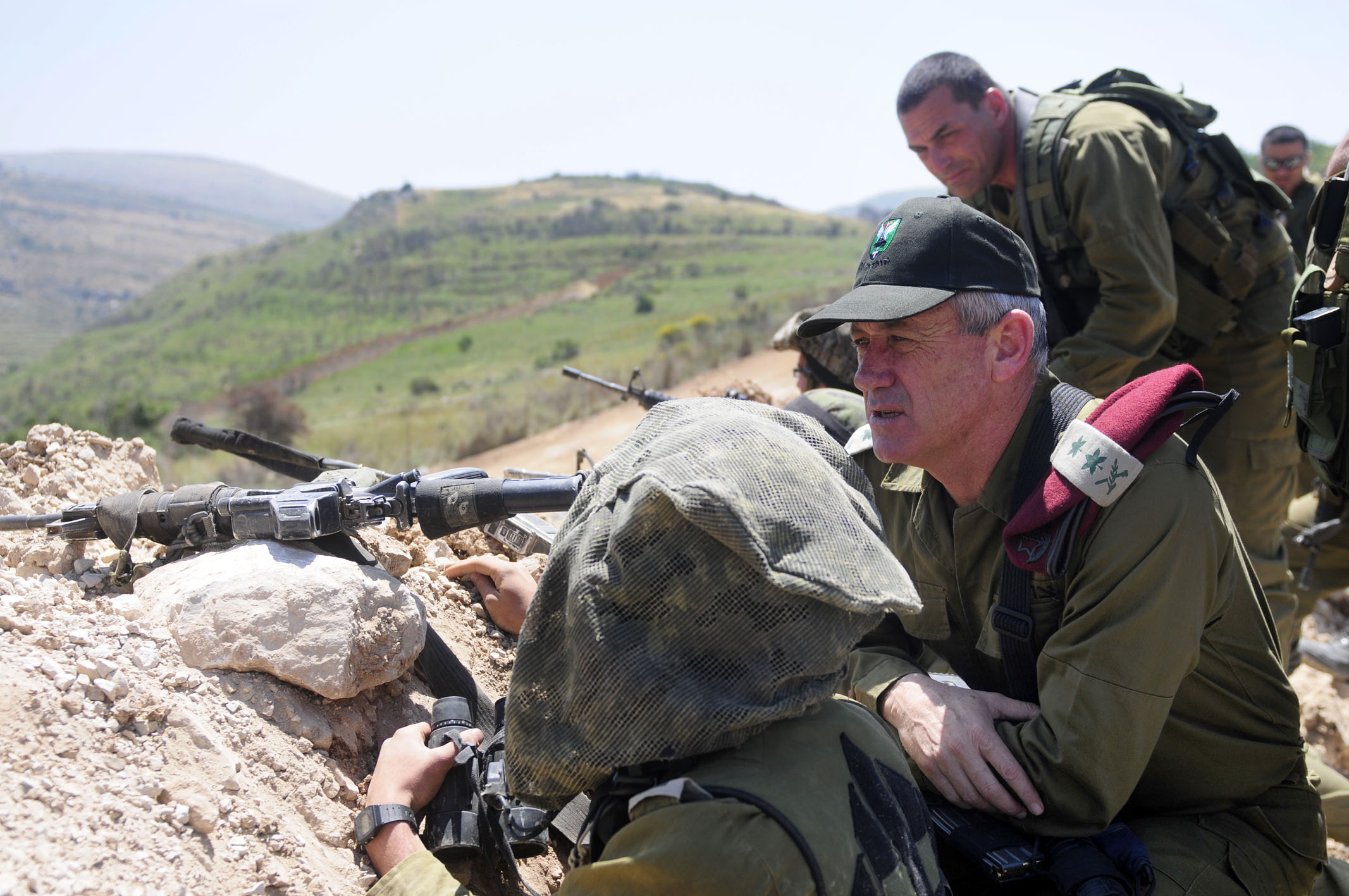
Ганц во время визита войск на северной границе Израиля

12 июля 2001 года был повышен в звании до генерал-майора (алуф) и 15 июля 2001 года назначен командиром Северного корпуса. 18 апреля 2002 года вступил на пост Командующего Северным военным округом, продолжая параллельно командовать Северным корпусом.
В январе 2005 года вызвал резкую критику со стороны еврейских поселенцев на Западном берегу реки Иордан и в секторе Газа, заявив, что неповиновение со стороны некоторых военнослужащих, выражающееся в отказе от исполнения данных правительством директив (в контексте эвакуации поселений на контролируемых армией территориях сектора Газа и Западного берега) более опасно, чем ракетные атаки на Израиль.
6 октября 2005 года передал командование Северным военным округом генерал-майору Уди Адаму, а 8 ноября 2005 года был назначен главой Командования сухопутных войск. Исполнял эту должность в ходе Второй ливанской войны. Ганц, входивший в Генштаб армии в период войны, а незадолго до начала войны отвечавший за оперативные планы и подготовку армии на северном фронте в должности Командующего Северным округом, хоть и не избежал критики против командования армии по завершении войны ввиду провалов в ведении боевых действий, но и не подвергся крайне резкой критике, так как вверенное ему во время войны Командование сухопутных войск в первую очередь отвечает за укомплектование частей и наращивание боевой мощи сухопутных войск, а не за оперативное командование войсками. Сам Ганц утверждал, что с первых дней войны как раз призывал Начальника Генштаба генерал-лейтенанта Дана Халуца и премьер-министра Эхуда Ольмерта изменить подвергшуюся в дальнейшем критике тактику преимущественного использования ВВС на первых стадиях войны и приступить к массивному призыву резервистов и началу сухопутного манёвра в Ливане. Ганцу также принадлежала инициатива по проведению операции по захвату ливанского города Бинт-Джубайль.
20 декабря 2007 года передал управление Командованием сухопутных войск генерал-майору Ави Мизрахи и вскоре после этого был назначен военным атташе Израиля в США.

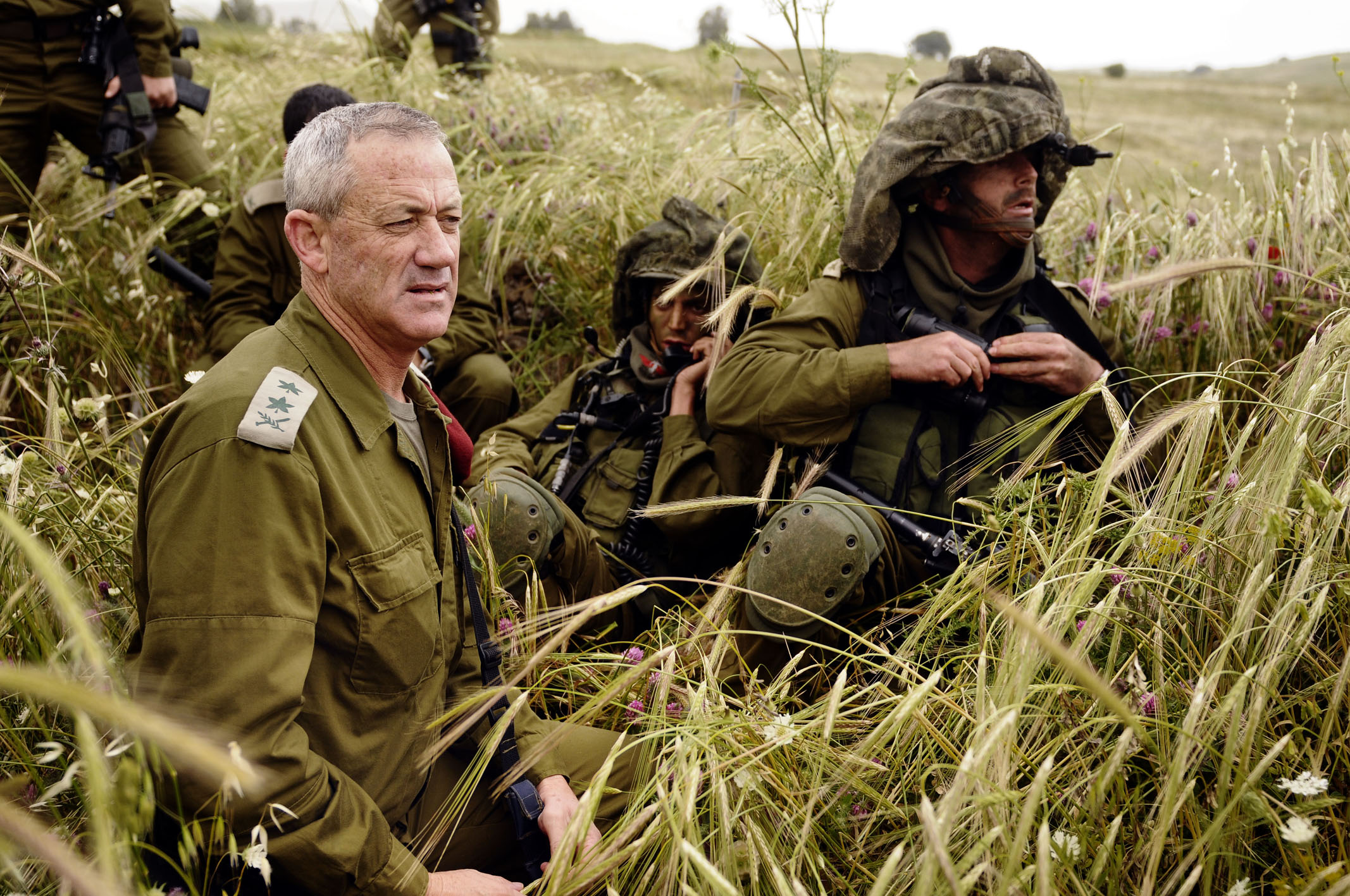
Ганц на учениях бригады «Цанханим» (май 2011)

1 октября 2009 года Ганц был назначен заместителем Начальника Генерального штаба Армии обороны Израиля, сменив на посту генерал-майора Дана Хареля. Сообщалось, что назначение Ганца было результатом компромисса между министром обороны Эхудом Бараком, предпочитавшим видеть в этой должности Командующего Южным военным округом Йоава Галанта, и Начальником Генштаба Габи Ашкенази, поддерживавшим кандидатуру Командующего Северным военным округом Гади Айзенкота. В этой должности, помимо прочего, координировал деятельность армии в отношении угрозы ядерной программы Ирана.
Был назван вероятным кандидатом на пост Начальника Генштаба Армии обороны Израиля (при этом несколько уступающим ведущему кандидату, генерал-майору Йоаву Галанту) по истечении каденции Начальника Генштаба Габи Ашкенази в феврале 2011 года. 22 августа 2010 года министр обороны Эхуд Барак представил на утверждение правительства рекомендацию назначить Галанта на пост Начальника Генштаба. Сообщалось, что в связи с данным решением Ганц предпочтёт вскоре выйти в отставку из армии.
Ганц исполнял должность заместителя Начальника Генштаба до 25 ноября 2010 года, а затем вышел в отпуск накануне выхода в запас из армии.
Однако вследствие решения об отмене назначения генерал-майора Йоава Галанта на пост Начальника Генштаба Ганц был объявлен ведущим кандидатом на должность. Кандидатура Ганца была одобрена комиссией по утверждению высокопоставленных назначений на госслужбе 9 февраля 2011 года и утверждена правительством 13 февраля 2011 года.

#### На посту Начальника Генштаба

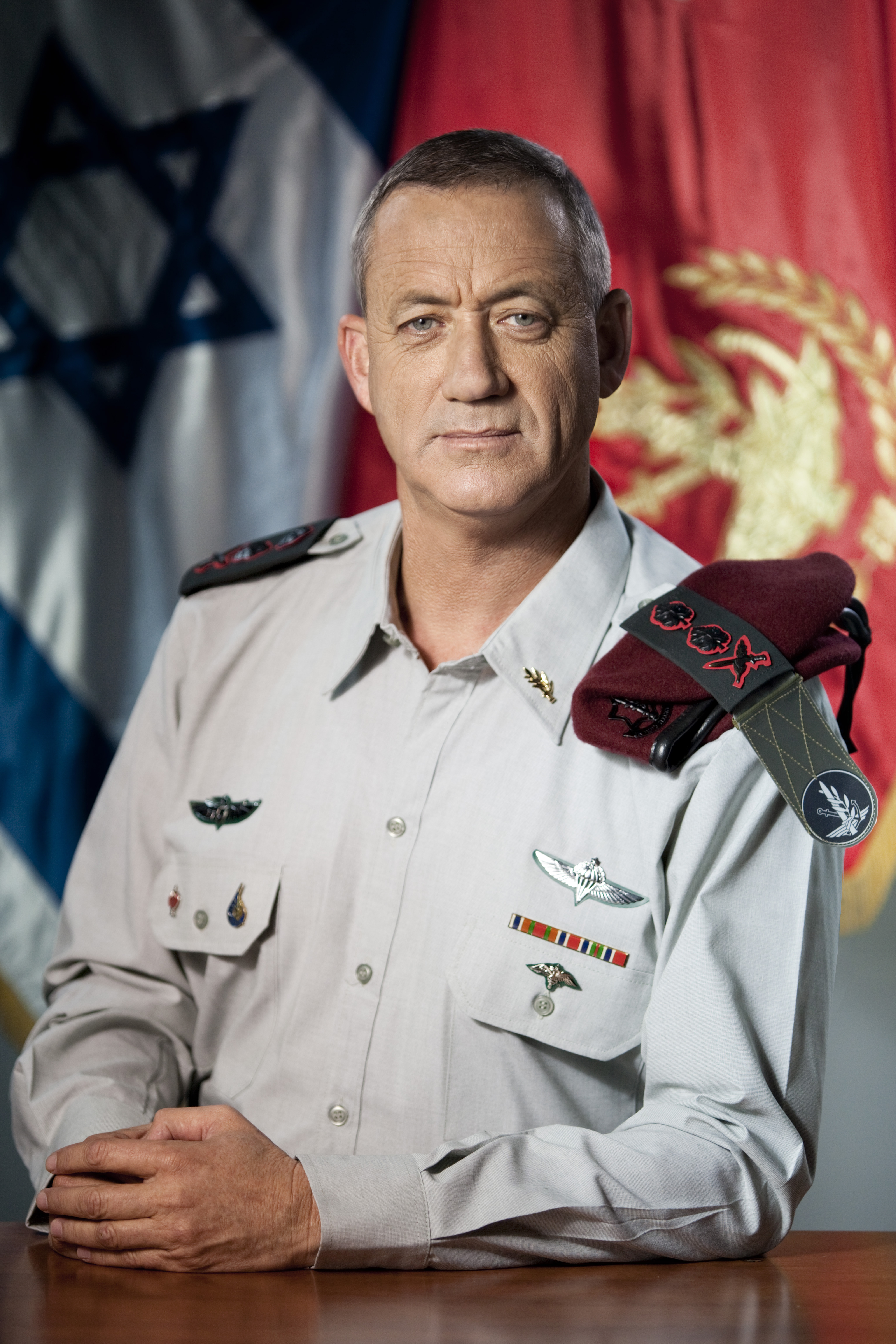
Бени Ганц — Начальник Генштаба Армии обороны Израиля

14 февраля 2011 года Ганцу было присвоено звание генерал-лейтенанта (рав-алуф), и он вступил на должность Начальника Генерального штаба Армии обороны Израиля, сменив на посту генерал-лейтенанта Габи Ашкенази.
Уже в ходе первого года Ганца на посту Армия обороны Израиля под его руководством была вынуждена заниматься инцидентами на границах Израиля, включая прорыв границы на Голанских высотах сирийскими демонстрантами в мае 2011 года и серию скоординированных террористических актов на египетской границе в августе 2011 года.
В период службы Ганца на посту Начальника Генштаба в Армии обороны Израиля прошла волна сокращений, вызванная сокращением оборонного бюджета и включившая увольнение военнослужащих сверхсрочной службы, сокращение офицерского состава, расформирование резервной бронетанковой дивизии, резервных бронетанковых и артиллерийских бригад, авиационных эскадрилий и логистических подразделений. Помимо бюджетных сокращений в основе предпринятых шагов лежала разработанная под руководством Ганца программа «ЦАХАЛ 2025», предназначенная наметить направления развития Армии обороны Израиля и её материально-технические потребности в долгосрочной перспективе.
В армии были проведены и значительные структурные изменения. В декабре 2011 года было решено создать «Штаб глубины», структурное подразделение Генштаба армии, предназначенное для координирования спецопераций армии в оперативно-стратегической глубине, то есть за пределами Израиля. В Северном военном округе была сформирована новая территориальная дивизия «Ха-Башан», а бронетанковая дивизия округа «Гааш» получила роль дивизии-резерва Генштаба, способной вести боевые действия на разных участках фронта, включая северную границу, Ливан, сектор Газа и южную границу. Бронетанковая дивизия Центрального военного округа «Идан» была переформирована в лёгкую пехотную дивизию, специализирующуюся в проведении антитеррористических операций на различных участках фронта. Преобразования были произведены и в ВВС, где было создано Управление воздушных операций, ответственное за оперативное применение военно-воздушных сил, а также в ВМС, получивших под свою ответственность оборону израильских газовых месторождений в Средиземном море. Силы противовоздушной обороны ВВС Израиля приняли на вооружение девять новых батарей тактических систем противоракетной обороны «Железный купол». Также, несмотря на то, что бюджетные сокращения и период политической нестабильности в Израиле не позволили Ганцу утвердить подготовленные под его руководством пятилетние программы развития армии «Халамиш», «Оз» и «Теуза», Ганцу удалось воплотить несколько их ключевых направлений, достигнув значительного прогресса в развитии и поставке на вооружение армии новейших технологий разведки, кибервойны, связи и высокоточного оружия.
В период Ганца на посту продолжалось противостояние миномётным обстрелам территории Израиля и террористическим актам с территории сектора Газа. Помимо прочего, в марте 2012 года в ответ на мимомётный обстрел из сектора Газа израильские ВВС нанесли по сектору Газа авиационный удар, в результате которого был уничтожен генеральный секретарь «Комитетов народного сопротивления» Зухаир ал-Кейси, что привело к ответному массивному миномётному огню из сектора Газа и новым авиационным ударам со стороны Израиля.

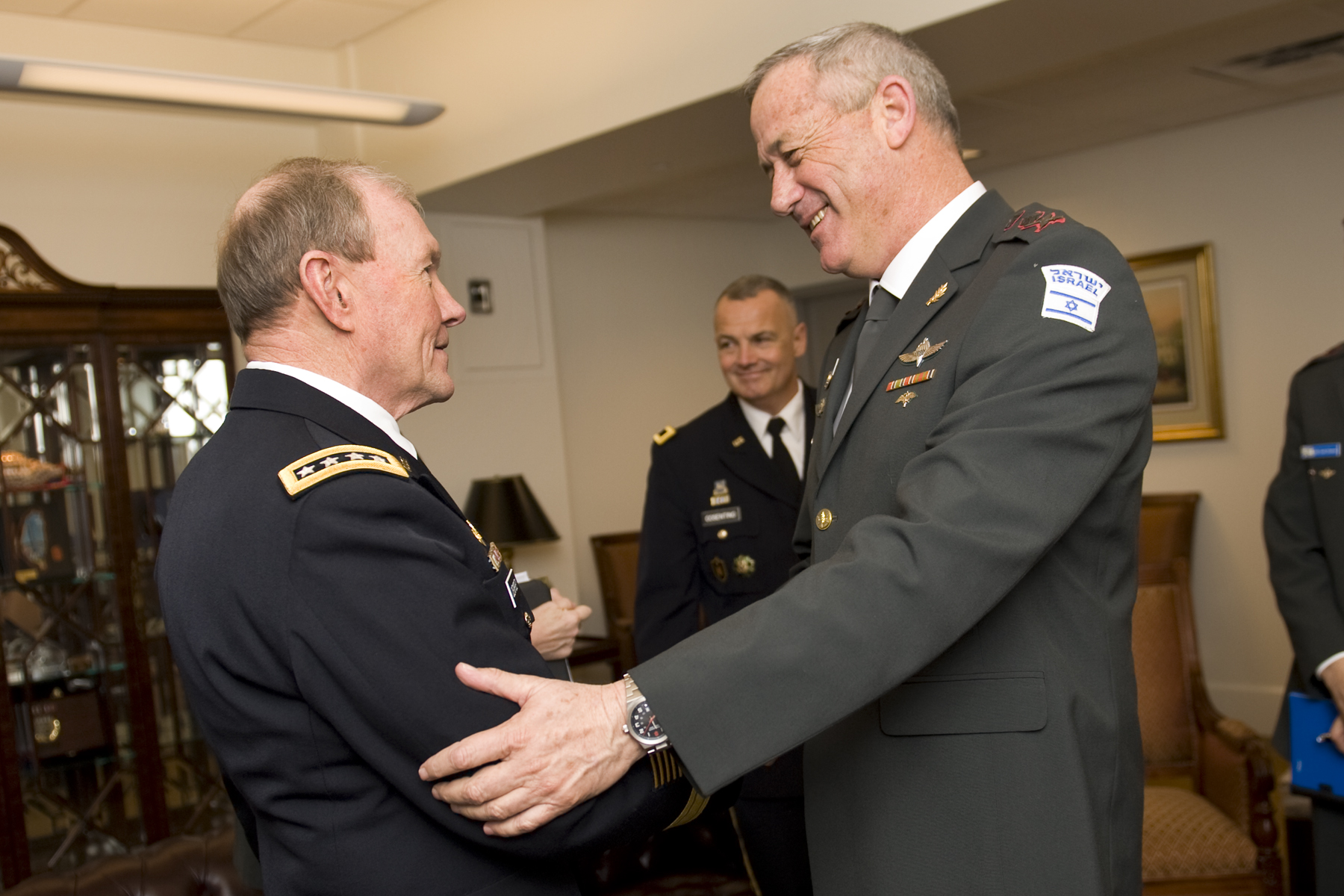
Бени Ганц с Председателем Объединённого комитета начальников штабов США, генералом Мартином Демпси

В ноябре 2012 года армия под руководством Ганца провела операцию «Облачный столп» в секторе Газа. Операция началась с уничтожения командира военного крыла организации «Хамас» в секторе Газа Ахмада Джабари, что привело к эскалации, в ходе которой из сектора Газа по Израилю, включая впервые города в центре Израиля, были выпущены около полутора тысяч ракет (около трети которых были сбиты системами «Железный купол»), а Израиль нанёс удар по целям в секторе Газа, уничтожив более ста боевиков различных организаций, проведя сбор резервистов, но в конце концов закончив операцию без ввода сухопутных войск в сектор Газа.
В феврале 2013 года Председатель Объединённого комитета начальников штабов США, генерал Мартин Демпси, наградил Ганца орденом «Легион почёта» степени командора.
В сентябре 2013 года каденция Ганца была продлена на четвёртый год.
В марте 2014 года под руководством Ганца была проведена операция «Полное разоблачение» по захвату судна Klos C, шедшего с грузом оружия из Ирана в Судан.
В июне 2014 года армия под руководством Ганца нанесла удар по позициям сирийской армии вследствие инцидента, в ходе которого с территории Сирии по гражданам Израиля была выстрелена противотанковая ракета. С июня по сентябрь 2014 года вследствие похищения и убийства трёх израильских подростков Ганц руководил армией в ходе операции «Возвращайтесь, братья» против активистов организации «Хамас» на Западном берегу реки Иордан.
8 июля 2014 года армия под командованием Ганца вышла на операцию «Нерушимая скала» в секторе Газа с целью противодействия угрозе террористических атак через прорытые палестинцами туннели из сектора Газа в Израиль и прекращения миномётных обстрелов территории Израиля из сектора Газа. В ходе операции, продлившейся до 26 августа 2014 года, включившей ввод израильских сухопутных войск на территорию сектора Газа и сопровождавшейся запуском 4 251 ракет по территории Израиля из сектора Газа, погибло более двух тысяч палестинцев, а также 68 израильских военнослужащих и шесть гражданских лиц в Израиле.
Несмотря на значительные оперативные достижения операции «Нерушимая скала», критике в Израиле подверглась недостаточная способность армии обеспечить безопасность израильского гражданского населения, проживающего около сектора Газа, от миномётных и ракетных обстрелов, а речь Ганца во время одного из прекращений огня о возможности гражданского населения вернуться к рутинной деятельности на границе сектора Газа (прозванная «речью об анемонах» (ивр. נאום הכלניות‎) из-за описания Ганцем пасторальной картины цветущих около сектора Газа красных цветов-анемонов) вызвала многочисленные озлобленные замечания, когда выяснилось, что военные действия возобновились вскоре после этого, а утомлённое затяжными обстрелами население ещё ожидают долгие дни в бомбоубежищах.

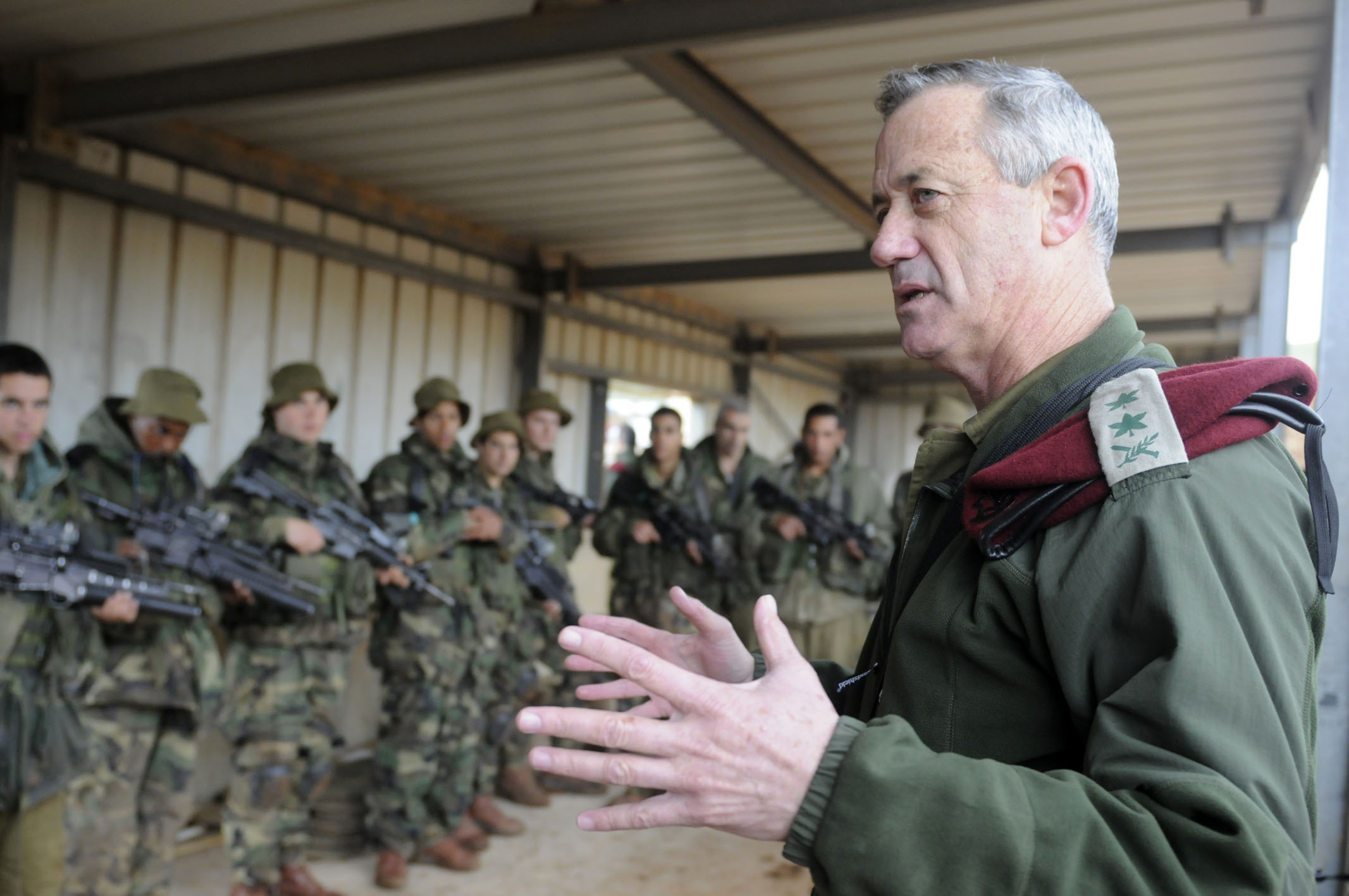
Бени Ганц во время визита войск

В отчёте Государственного контролёра Израиля об операции «Нерушимая скала», опубликованном в феврале 2017 года, были высказаны критические замечания относительно действий Ганца и других представителей политического и военного эшелона накануне операции. В этом контексте Государственный контролёр отметил, что Ганц, а также министр обороны Моше Яалон, глава «Шабака» Йорам Коэн и глава Управления разведки Генштаба Авив Кохави, своевременно не предприняли достаточных шагов для доведения информации об угрозе туннелей и уровне её важности до сведения министров-членов военно-политического кабинета правительства, а позднее осознание угрозы туннелей привело к необходимости срочным образом начинать операцию против туннелей.
Значительная часть внимания Ганца на посту была посвящена подготовке и командованию секретными операциями армии против противников Израиля за пределами Израиля, в том числе на территории Сирии и в рамках противостояния угрозе ядерной программы Ирана и враждебным действиям Ирана и его союзников на Ближнем Востоке; практика проведения подобных операций в соответствии с оперативной доктриной, впервые применённой в январе 2013 года, получила в израильской военной терминологии наименование «Кампания между войнами».
Каденция Ганца проходила до достижения международных договорённостей о сдерживании иранской ядерной программы, и армией под руководством Ганца также активно прорабатывались оперативные планы израильской армии в случае эскалации иранской ядерной угрозы, однако на внутренних совещаниях Ганц однозначно возражал против инициативы предупредительной израильской атаки иранских ядерных объектов.
16 февраля 2015 года Ганц передал пост Начальника Генштаба генерал-лейтенанту Гади Айзенкоту и вышел в отпуск накануне выхода в запас из армии.

### После выхода в запас
После выхода в запас из армии Ганц учредил компанию B.G. Prime для оказания услуг управления и стратегического консалтинга, а также в качестве холдинговой компании для активов Ганца. Деятельность компании была приостановлена в начале политической карьеры Ганца в 2019 году, а в 2021 году внутренняя комиссия Министерства обороны дополнительно указала Ганцу передать акции компании в «слепой траст» (не позволяющий контролировать акциями и получать о них информацию) во избежание конфликта интересов с его министерской должностью.
В мае 2015 года Ганцу было присвоено звание почётного доктора Университета имени Бар-Илана.
В сентябре 2015 года Ганц возглавил совет директоров израильской компании Fifth Dimension, разрабатывавшей систему искусственного интеллекта для анализа «больших данных». Компания была вынуждена прекратить свою деятельность в конце 2018 года, основной причиной чему стало введение американских финансовых санкций против одного из основных инвесторов компании, Виктора Вексельберга. В отчёте, опубликованном в марте 2019 года, Государственный контролёр Израиля выразил критику относительно решения Полиции Израиля заключить с компанией в 2016 году дорогостоящий контракт без проведения конкурентной процедуры закупки, а также критику присутствия Ганца, как представителя компании, на заседании в Полиции Израиля, на котором обсуждался вопрос закупки. На основании высказанной критики политические противники Ганца пытались в дальнейшем утверждать, что Ганц находится под следствием ввиду совершения уголовного преступления, что однако оказалось не соответствующим действительности. При этом против ряда представителей компании Fifth Dimension было возбуждено уголовное дело по подозрению в введении Полиции Израиля в заблуждение с целью заключения контракта, однако дело было прекращено в апреле 2023 года Государственной прокуратурой, не обнаружившей достаточных оснований для данного подозрения.
С 22 ноября 2015 по 31 марта 2019 года Ганц также был членом совета директоров израильской компании Amot Investment, занимающейся инвестициями в недвижимость, а с 2 октября 2017 по 31 марта 2019 года — членом совета директоров израильского технологического холдинга Elron Electronic Industries. Также с 2015 года был членом совета директоров швейцарской компании SIG Combibloc. В 2016 году стал стратегическим партнёром компании GetSat, занимающейся разработкой лёгких терминалов спутниковой связи (в 2021 году внутренняя комиссия Министерства обороны указала Ганцу продать акции компании во избежание конфликта интересов с его министерской должностью). Ганц также вошёл в число миноритарных акционеров израильской компании кибербезопасности Deep Instinct.
С мая 2016 по июнь 2020 года Ганц был также председателем некоммерческой организации «Яд Бен-Гурион» по развитию Негева и увековечиванию памяти первого премьер-министра Израиля Давида Бен-Гуриона. Также был главой совета попечителей школы «Ха-Кфар ха-Ярок» и председателем некоммерческой организации, объединяющей её выпускников. В 2016 году Ганц вошёл в число учредителей некоммерческой организации «НАТАЛ», предназначенной для поддержки страдающих от психологической травмы вследствие войны или террора, и был её председателем до 2018 года. Вместе с Хили Троппером также организовал программу «Мада-Негев» по продвижению научно-технологического образования детей, проживающих в населённых пунктах в Негеве. Также занимался иной филантропической деятельностью.
В апреле 2017 года Ганц вместе со своим предшественником на посту Начальника Генштаба Габи Ашкенази и бывшим министром Шаем Пироном объявил об учреждении общественного неполитического движения «Пнима», видящего своей целью преодоление расслоения в израильском обществе. Ганц также принял участие в разработке плана мирного урегулирования палестино-израильского конфликта, опубликованного в октябре 2018 года Институтом исследования национальной безопасности (INSS) Тель-Авивского университета.

### Политическая карьера

#### Создание партии «Хосен ле-Исраэль» и альянса «Кахоль-Лаван»; кнессет 21-го и 22-го созыва
С 2017 года Ганц начал высказываться, что он не исключает вступления в политическую деятельность. В июле 2018 года завершился трёхлетний период, в течение которого израильское законодательство запрещает высокопоставленным офицерам, завершающим службу, выдвигать свою кандидатуру в кнессет и на пост министра. При этом ещё до того, как Ганц твёрдо озвучил своё намерение вступить в политику, заявил о своих политических взглядах или вступил в какой-либо политический союз, социологические опросы предвещали гипотетической партии под руководством Ганца возможность занять в случае парламентских выборов 16—18 мест в кнессете.

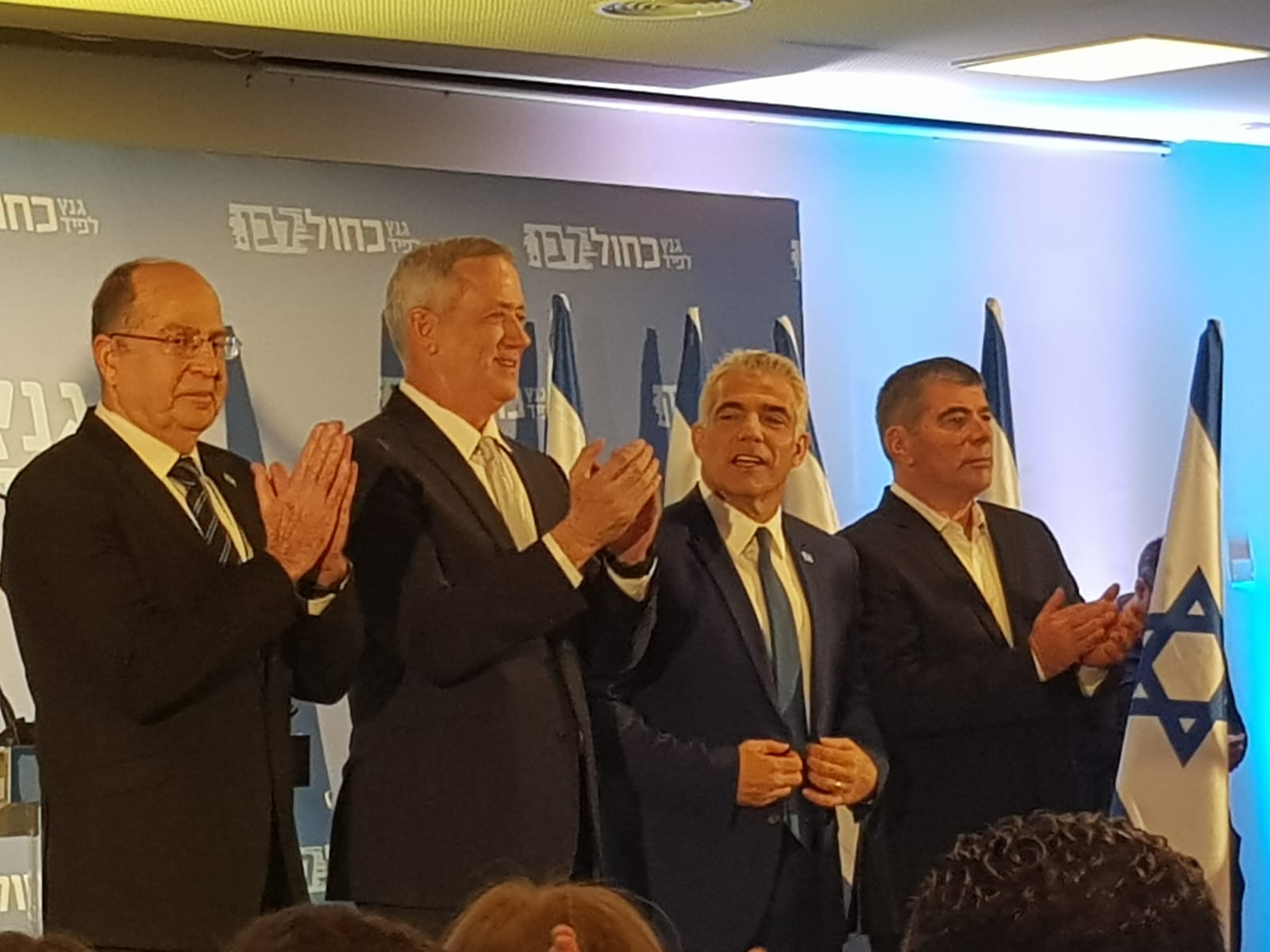
Создание альянса «Кахоль-лаван»; слева направо: Моше Яалон, Бени Ганц, Яир Лапид, Габи Ашкенази (21 февраля 2019)

27 декабря 2018 года, накануне досрочных парламентских выборов, назначенных на 9 апреля 2019 года, Ганц объявил о регистрации своей новой партии — «Хосен ле-Исраэль» (в августе 2023 года переименована в «Кахоль Лаван Хосен ле-Исраэль»). 29 января 2019 года Ганц впервые выступил с речью, представив политическую повестку своей партии, помимо прочего включающую стремление к мирному урегулированию арабо-израильского конфликта с сохранением израильского контроля над Голанскими высотами, всеми частями Иерусалима и блоками еврейских поселений на Западном берегу реки Иордан, либеральную позицию в вопросе взаимоотношения религии и государства, консолидацию страдающего от социального расслоения израильского общества, снижение стоимости жизни и неприятие нахождения у власти премьер-министра Израиля Биньямина Нетаньяху ввиду предъявленных ему обвинений в совершении коррупционных преступлений. Ганц и руководитель партии «Телем» Моше (Боги) Яалон также объявили в тот же день о намерении представить на выборах объединённый список кандидатов от обеих партий.
21 февраля 2019 года партия «Хосен ле-Исраэль» под руководством Ганца, партия «Еш Атид» под руководством Яира Лапида, партия «Телем» под руководством Моше Яалона и присоединившийся к ним Габи Ашкенази объявили о создании совместного списка кандидатов под названием «Кахоль-лаван» на предстоящих парламентских выборах, при этом в случае успеха списка на выборах Ганц и Лапид были заявлены кандидатами на пост премьер-министра на основании принципа ротации (Ганц в течение первой половины каденции и Лапид в течение её второй половины).
Предвыборная гонка накануне выборов сопровождалась применением агрессивных политтехнологий против Ганца, включая обвинение в сексуальном домогательстве в школьном возрасте, которое Ганц назвал клеветой, обратившись в суд с иском о защите репутации, высказывания кампании «Ликуда» о душевном заболевании, которым, якобы, страдает Ганц, и опубликование информации о взломе мобильного телефона Ганца иранскими спецслужбами в 2014 году, в отношении чего Ганц заявил, что в его телефоне не было какой-либо чувствительной информации, и именно утечка этой информации в ходе предвыборной кампании из подотчётного премьер-министру Нетаньяху израильского разведывательного сообщества заслуживает тщательной проверки.

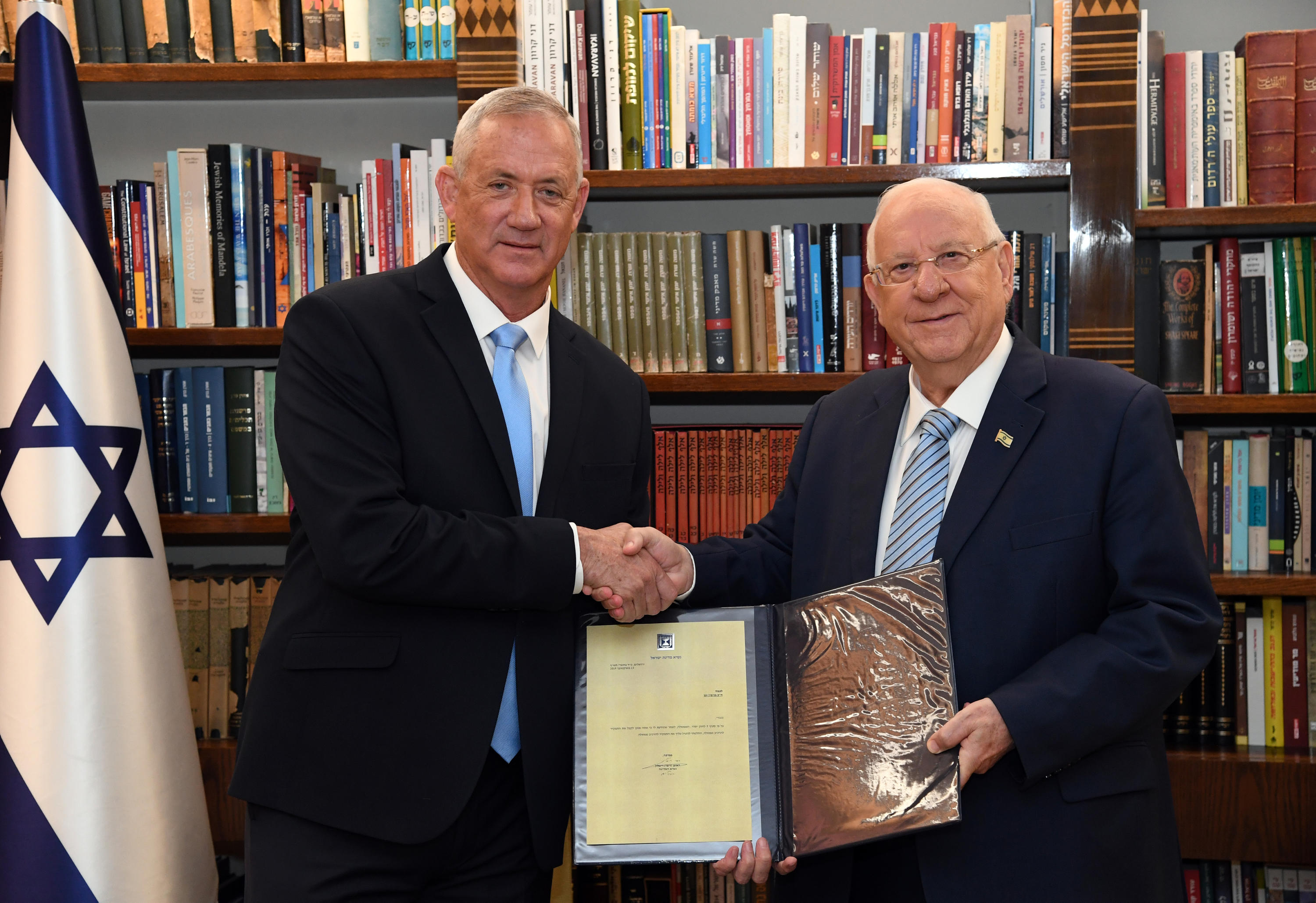
Президент Израиля Реувен Ривлин возлагает на Ганца задачу формирования правительства (23 октября 2019)

По результатам выборов в апреле 2019 года альянс «Кахоль-лаван» и партия «Ликуд» под руководством премьер-министра Биньямина Нетаньяху получили по 35 мест в кнессете, став самими крупными фракциями кнессета 21-го созыва. Фракции «Кахоль-лаван», «Авода» и «Мерец», совокупно включающие 45 депутатов кнессета, рекомендовали Президенту Израиля возложить право формирования правительства на Ганца, однако в пользу Нетаньяху было поданы рекомендации фракций, в которые входят 65 депутатов кнессета, и право формирования правительство было возложено на Нетаньяху. Нетаньяху не удалось сформировать правительство, пользующееся поддержкой большинства депутатов кнессета, вследствие чего кнессет принял закон о самороспуске, и новые парламентские выборы были назначены на 17 сентября 2019 года.
По результатам выборов в сентябре 2019 года альянс «Кахоль-лаван» получил 33 места в кнессете, став самой крупной фракцией кнессета 22-го созыва. Фракции «Кахоль-лаван», «Авода-Гешер», «Демократический лагерь» и «Объединённый список» (за исключением входящих в неё членов партии «Балад»), совокупно включающие 54 депутата кнессета, рекомендовали возложить право формирования правительства на Ганца, и право формирования правительство было возложено на Нетаньяху, получившего рекомендации от фракций, включающих 55 депутатов кнессета. Нетаньяху не удалось сформировать правительство, в результате чего право формирования правительства было передано Президентом Ганцу 23 октября 2019 года. Ганцу также не удалось выполнить задачу формирования правительства, о чём Ганц уведомил Президента Израиля 20 ноября 2019 года. Следующие выборы были назначены на 2 марта 2020 года.
В кнессетах 21-го и 22-го созывов Ганц был также членом Комиссии по иностранным делам и безопасности.

#### Кнессет 23-го созыва; правительство национального единства с Нетаньяху
На выборах в марте 2020 года альянс «Кахоль-лаван» под руководством Ганца сохранил за собой 33 места в кнессете 23-го созыва, однако уступил по размеру укрепившей свои позиции партии «Ликуд», занявшей 36 мест в кнессете. На этот раз Ганцу удалось заручиться рекомендациями 61 депутата кнессета, полученными от фракций «Кахоль-лаван», «Авода-Мерец-Гешер» (за исключением Орли Леви-Абекасис), «Объединённый список» (на этот раз включая членов партии «Балад») и «Наш дом Израиль», и 16 марта 2020 года Президент Израиля возложил на Ганца право формирования правительства.

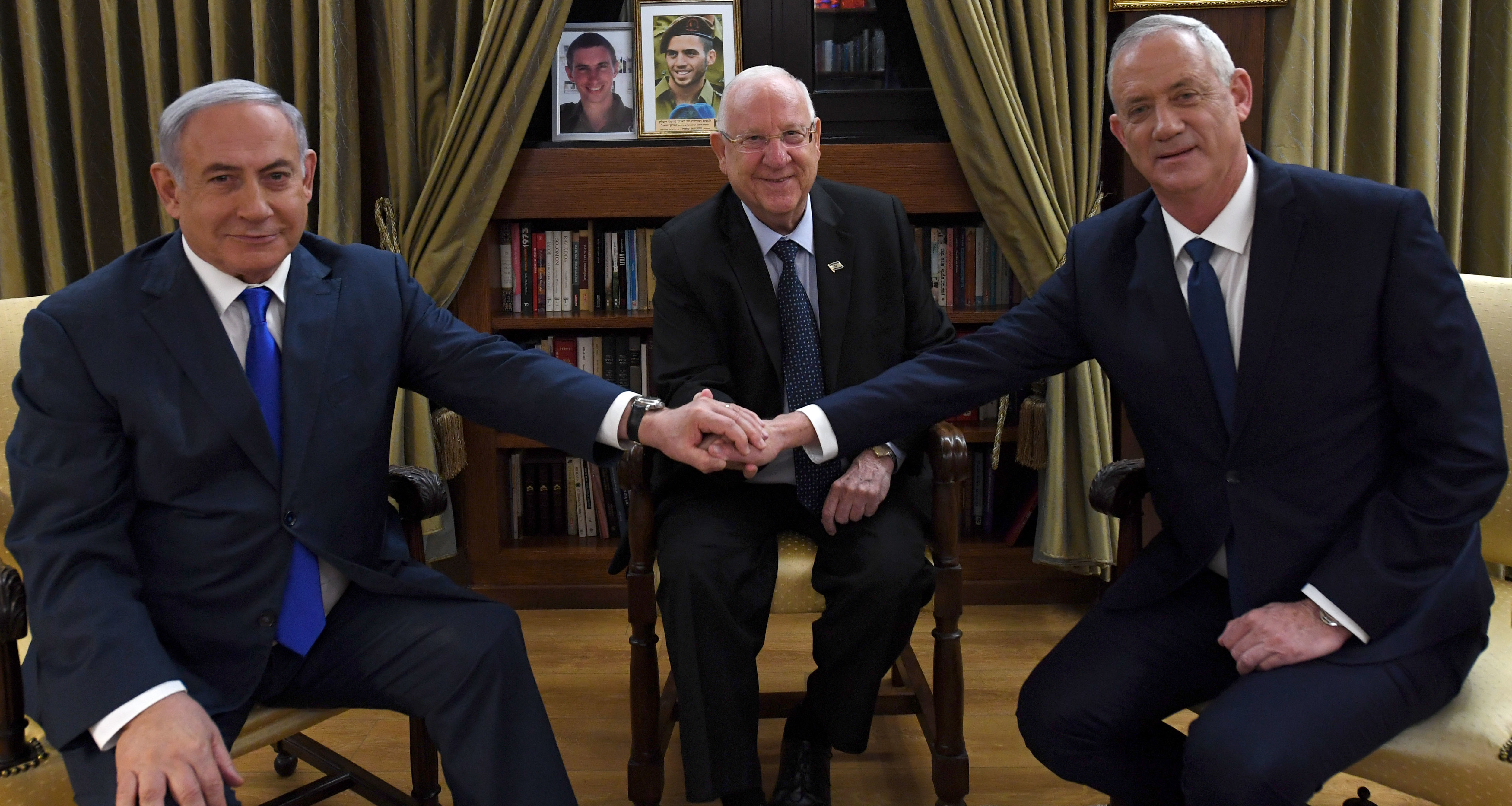
Ганц (справа) в ходе переговоров о создании правительства с Биньямином Нетаньяху у Президента Израиля Реувена Ривлина (23 сентября 2019)

Первичный план Ганца сформировать узкое правительство, основанное на поддержке 61 депутата кнессета, отдавшего рекомендацию в пользу Ганца, не удался вследствие отказа двух из членов партии «Телем», входящей в альянс «Кахоль-лаван», Йоаза Хенделя и Цви Хаузера, выразить поддержку правительству, основанному на поддержке арабской фракции «Объединённый список». Ввиду неготовности малых фракций национально-религиозного лагеря оставить свою поддержку Нетаньяху и участвовать в формировании правительства под руководством Ганца единственным реальным шансом Ганца сформировать правительство и избежать повторных, четвёртых за короткий период, выборов в разгар коронавирусной эпидемии осталось формирование правительства национального единства с «Ликудом» под руководством Нетаньяху.
В рамках первичных договорённостей в переговорах о создании правительства национального единства 26 марта 2020 года Ганц был избран председателем кнессета при поддержке «Ликуда», что привело к распаду альянса «Кахоль-лаван» и выходу из его состава партий «Еш Атид» под руководством Яира Лапида и «Телем» под руководством Моше Яалона, резко возражавших планам создания совместного с Нетаньяху правительства. 20 апреля 2020 года Ганц и Нетаньяху подписали соглашение о создании совместного «правительства национальной чрезвычайной ситуации», в котором Нетаньяху будет исполнять должность премьер-министра в течение первых полутора лет, а Ганц станет «альтернативным премьер-министром» и сменит Нетаньяху на посту премьер-министра на следующие полтора года.
12 мая 2020 года в рамках достигнутых с «Ликудом» договорённостей о назначении Ярива Левина на пост председателя кнессета Ганц подал заявление об уходе с поста председателя, 14 мая отозвал данное заявление ввиду заминок в завершении формировании правительства, но 15 мая 2020 года вновь подал заявление после достижения конечных договорённостей с «Ликудом».
17 мая 2020 года кнессет утвердил создание 35-го правительства Израиля, в которое Ганц вошёл в качестве альтернативного премьер-министра (предназначенного сменить премьер-министра Биньямина Нетаньяху на посту через полтора года) и министра обороны.

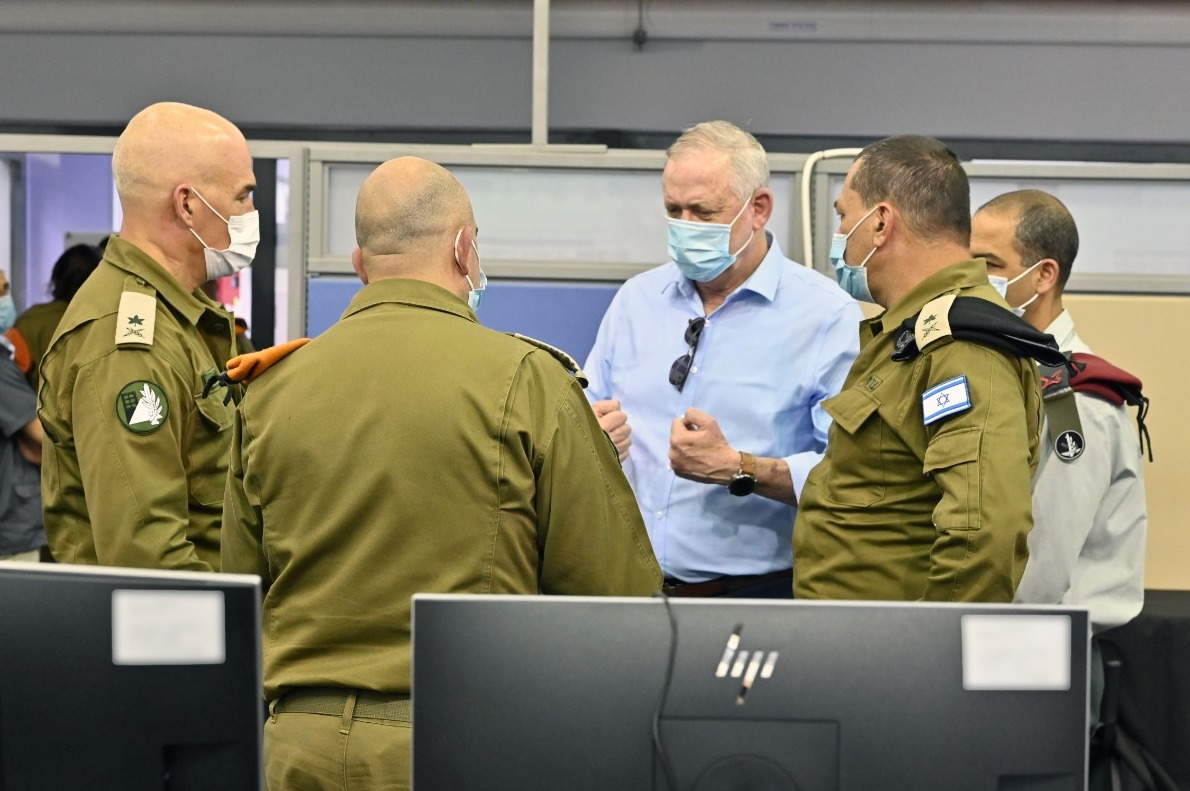
Ганц в штабе борьбы с коронавирусной инфекцией Командования тылом армии (4 августа 2020)

На повестке дня Министерства обороны под руководством Ганца в ходе его каденции стояли, помимо прочего, вызовы, связанные с распространением коронавирусной инфекции в Израиле, с целью противостояния которым и в гражданской сфере Ганц направил средства из оборонного бюджета и персонал Армии обороны Израиля.
В июле 2020 года Ганц отдал распоряжение возобновить задержанный до его прихода на пост процесс массивного перевода подразделений Управления разведки на новую базу в пустыне Негев.
В октябре 2020 года Ганц провёл встречи в США, в том числе с министром обороны Марком Эспером, результатом которых стало обязательство США перед Израилем обеспечивать сохранение военного преимущества Израиля на Ближнем Востоке при поставке американских вооружений в страны региона и достижение договорённостей о поставке передовых американских вооружений и израильско-американского сотрудничества в разработке передовых оборонных технологий.`
Отношения Ганца с армейским командованием, все представители которого были близко знакомы Ганцу и находились под его командованием ещё во время его недавней службы в армии, выгодно отличались от отношений, сложившихся в последние годы до прихода Ганца на пост при предшественниках Ганца, не являвшихся выходцами из высшего командования армии; при Ганце данная ситуация создавала, как правило, возможность оперативного принятия решений по утверждению военных операций, продвижению высокопоставленных офицеров и другим вопросам.
При этом решение Ганца сформировать правительство с Нетаньяху вызвало волну критики со стороны избирателей, отдавших свой голос за «Кахоль-лаван» именно ввиду предвыборной риторики руководителей альянса, призывавших к безоговорочной смене власти Биньямина Нетаньяху, а также было расценено как предательство со стороны бывших политических союзников, и сам Ганц высказывался, что его решение создать правительство с Нетаньяху было расценено многими как «политическое самоубийство». Социологические опросы показывали уменьшение народной поддержки фракции Ганца, предвещавшее ей лишь однозначное количество мест в кнессете в случае проведения выборов, а то и вовсе балансирование на грани электорального барьера.
Помимо распада самого альянса «Кахоль-лаван» накануне формирования правительства, уменьшившего фракцию «Кахоль-лаван» Ганца до 15 депутатов, Ганца покинули со временем и Ави Ниссенкорн, назначенный министром юстиции при формировании правительства (уволен Ганцем вследствие перехода к поддержке партии «Ха-Исраэлим», образованной Роном Хульдаи), и Йоаз Хендель, назначенный при формировании правительства министром связи (уволен Ганцем вследствие перехода к поддержке партии «Тиква Хадаша», образованной Гидеоном Сааром). В соответствии с законом их должности перешли при увольнении самому Ганцу на три месяца, и он являлся исполняющим обязанности министра юстиции с 1 января по 1 апреля 2021 года и исполняющим обязанности министра связи с 16 декабря 2020 по 16 марта 2021 года.
Отношения внутри правительства национального единства, созданного Ганцем и Нетаньяху, оставались враждебными, и между сторонами велась непрекращающаяся политическая борьба, выливавшаяся в отказ сторон договориться о назначении постоянных министров на смену уходящим с постов министров и согласовать государственный бюджет. В соответствии с договорённостями при формировании правительства была оговорена необходимость утверждения двухлетнего бюджета на 2020—2021 годы, однако Нетаньяху и министры «Ликуда» настаивали на утверждении однолетнего бюджета, что расценивалось Ганцем как нарушение достигнутых договорённостей и попытка саботировать ротацию на посту премьер-министра путём доведения кнессета до законодательно предписанного самороспуска ввиду отсутствия утверждённого бюджета. Временным компромиссом стал перенос финальной даты утверждения бюджета на 22 декабря 2020 года, однако и в этот срок сторонам не удалось достигнуть согласия об утверждении бюджета, кнессет автоматически распустился, и политические силы стали готовиться к новым парламентским выборам, назначенным на 23 марта 2021 года.
В январе 2021 года Ганц представил разработанную под его руководством программу реформы в процедуре воинского призыва, в соответствии с которой все граждане Израиля, в том числе освобождённые от призыва арабы, а также члены ультраортодоксальных еврейских общин, получающие освобождение от призыва на основании системы отсрочек от призыва для учеников высших религиозных учебных заведений, будут направляться в призывном возрасте на распределение на воинскую службу или альтернативную гражданскую службу, расширены категории лиц, освобождаемых от службы, сокращён срок срочной службы в армии, и понижен возраст освобождения от призыва на воинскую службу.
В кнессете 23-го созыва Ганц был также членом Комиссии по иностранным делам и безопасности.

#### Кнессет 24-го созыва; правительство Бенета и Лапида
На выборах в кнессет 24-го созыва, состоявшихся 23 марта 2021 года, Ганц представил список кандидатов «Кахоль-лаван» под своим руководством без членов покинувших альянс партий.
При соцопросах, предсказывавших списку кандидатов Ганца в кнессет неспособность преодолеть электоральный барьер, и после решения союзника Ганца Габи Ашкенази оставить политическую деятельность и не выдвигать свою кандидатуру на новых выборах Ганц вёл предвыборную кампанию в сложной ситуации: будучи многообещающим политиком и реальным кандидатом на пост премьер-министра накануне предыдущих выборов, теперь Ганц подвергался порицаниям за свой политический союз с Нетаньяху, так и не создавший стабильного правительства, ради шанса формирования которого Ганц нарушил своё предвыборное обещание сменить власть Нетаньяху, и насмешкам за то, что Нетаньяху, казалось, удалось заманить Ганца в совместное правительство, но в конечном счёте «обыграть» Ганца, оставив его без обещанного назначения на пост премьер-министра по принципу ротации и с испорченной перед избирателями репутацией.

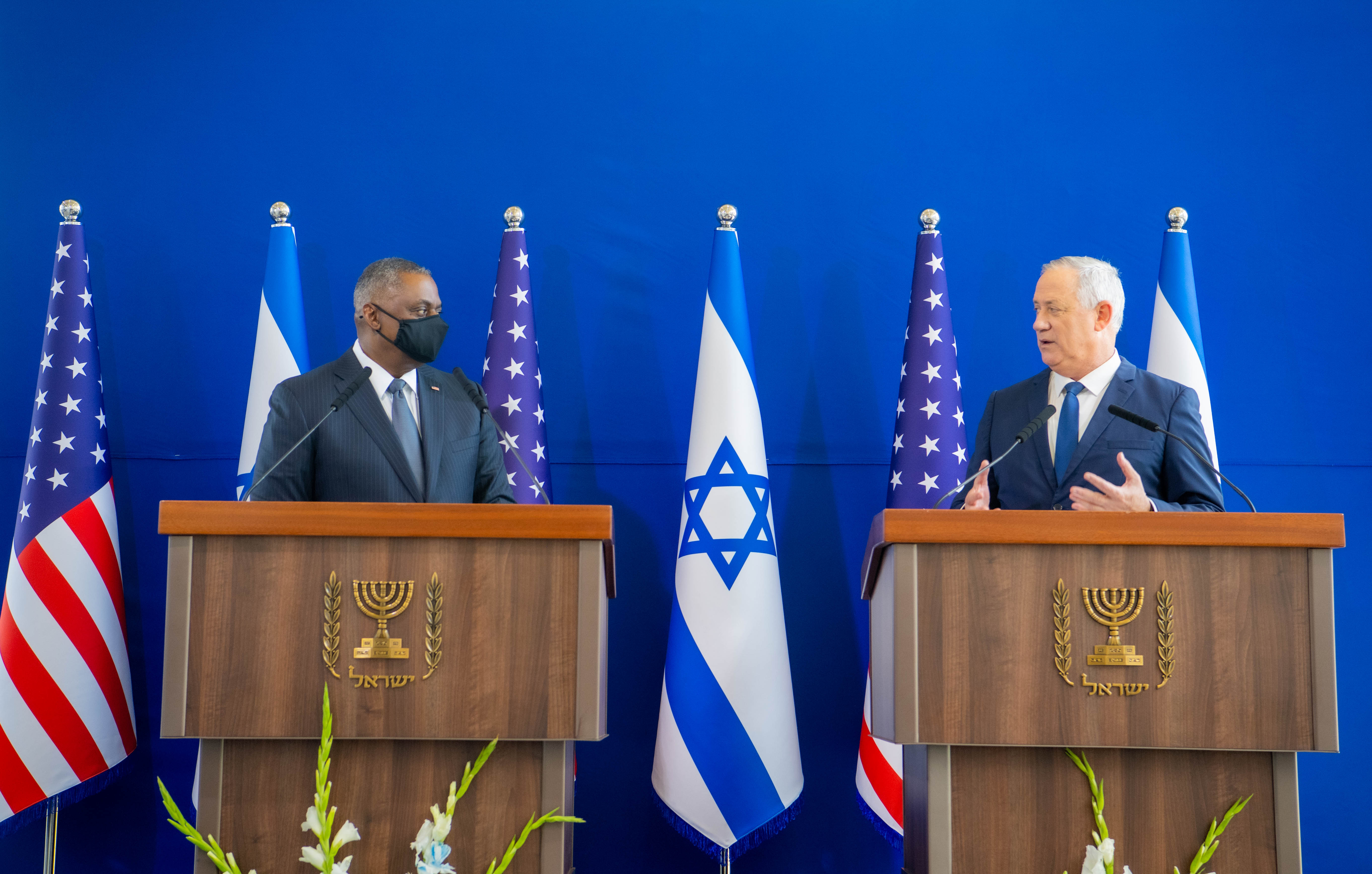
Ганц с министром обороны США Ллойдом Остином (11 апреля 2021)

Однако непосредственно накануне выборов Ганцу удалось мобилизовать избирателей, и вопреки ожиданиям списку кандидатов «Кахоль-лаван» удалось не только преодолеть электоральный барьер, но и занять 8 мест в кнессете 24-го созыва.
В ходе переговоров парламентских фракций о создании следующего правительства, в рамках которых Ганц рекомендовал Президенту Израиля возложить право формирования правительства на своего бывшего союзника, главу фракции «Еш Атид» Яира Лапида, Ганц оставался на посту министра обороны.
В рамках проекта «Нефеш ахат» («Одна душа»), начатого вследствие инцидента в апреле 2021 года, в ходе которого ветеран армии Ицик Саидиян поджёг себя в знак протеста против бюрократического подхода Департамента реабилитации Министерства обороны к его делу, Ганц объявил в мае 2021 года о реформе департамента, включающей сокращение процедур и сроков рассмотрения обращений ветеранов, изменение подхода к рассмотрению дел ветеранов, страдающих от посттравматического стрессового расстройства, учреждение органа омбудсмена по делам инвалидов и ряд других шагов.
Очередной кризис в отношениях Ганца и Нетаньяху состоялся уже после выборов в связи с вопросом назначения Ганца министром юстиции после истечения срока его назначения на пост в качестве исполняющего обязанности министра после увольнения Ниссенкорна. В рамках договорённостей о создании всё ещё действовавшего на тот момент правительства право определения министра юстиции оставалось за Ганцем, однако Нетаньяху и министры «Ликуда» отказались голосовать в правительстве за кандидатуру Ганца и проголосовали за назначение на должность министра юстиции Офира Акуниса из «Ликуда» вопреки позиции Юридического советника правительства, Авихая Мандельблита, отказавшегося признать законность данного назначения. Вследствие петиции, поданной в Верховный суд Израиля против решения о назначении Акуниса, Нетаньяху согласился поддержать назначение Ганца на пост, и назначение Ганца министром юстиции было утверждено в правительстве 28 апреля 2021 года.

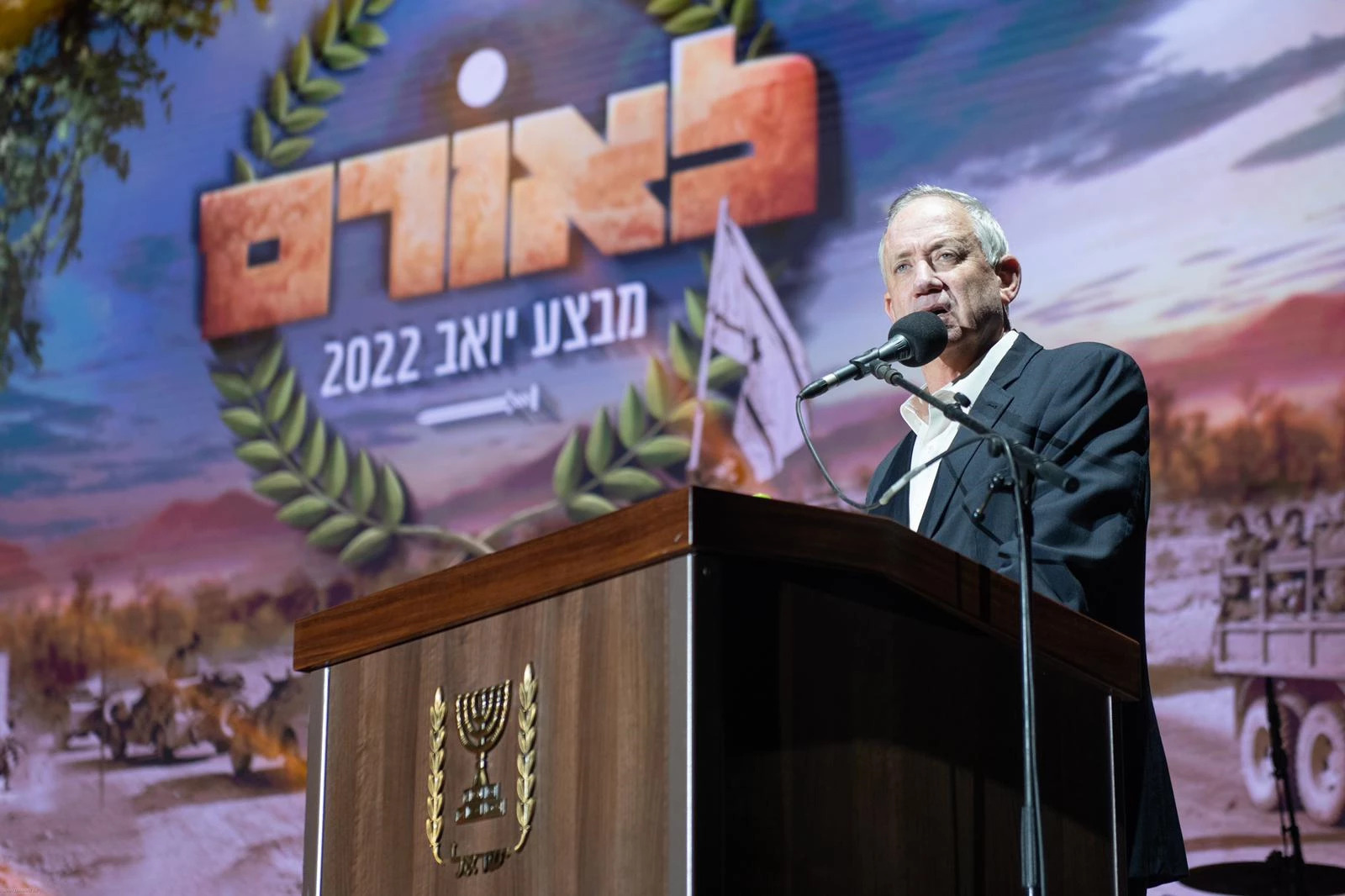
Ганц на церемонии в честь бойцов Южного военного округа, павших во время Войны за независимость Израиля (30 апреля 2022)

В мае 2021 года Ганц руководил Министерством обороны в ходе военной операции «Страж стен» в секторе Газа.
После того, как Нетаньяху не удалось сформировать правительство, и данная функция была возложена Президентом на Яира Лапида, Лапиду удалось сформировать 36-е правительство Израиля совместно с главой фракции «Ямина» Нафтали Бенетом на условиях договорённости о назначении Бенета премьер-министром до 23 августа 2023 года и назначении Лапида министром иностранных дел и альтернативным премьер-министром, предназначенным сменить Бенета на посту премьер-министра с 23 августа 2023 года до момента формирования следующего правительства по результатам выборов 11 ноября 2025 года. Ганц вошёл в правительство Бенета и Лапида, принёсшее присягу в кнессете 13 июня 2021 года, сохранив за собой пост министра обороны, передав пост министра юстиции Гидеону Саару и пост альтернативного премьер-министра Яиру Лапиду, получив дополнительно титул заместителя премьер-министра и обеспечив членам своей фракции четыре дополнительные должности в новом правительстве (Пнина Тамено-Шете в качестве министра алии и интеграции, Хили Троппер в качестве министра культуры и спорта, Орит Фаркаш-Ха-Коэн в качестве министра инноваций, науки и технологии, Алон Шустер в качестве заместителя министра обороны).
Как до формирования правительства, так и после его формирования, «Ликуд» под руководством Нетаньяху вновь пытался склонить Ганца к созданию правительства, основанного на поддержке фракций «Ликуд» и «Кахоль-лаван», предложив Ганцу незамедлительно занять пост премьер-министра в таком правительстве, однако Ганц, не оставляя свои амбиции относительно поста премьер-министра и несмотря на натянутые отношения с Яиром Лапидом, предпочёл на данной стадии остаться в правительстве Бенета—Лапида.

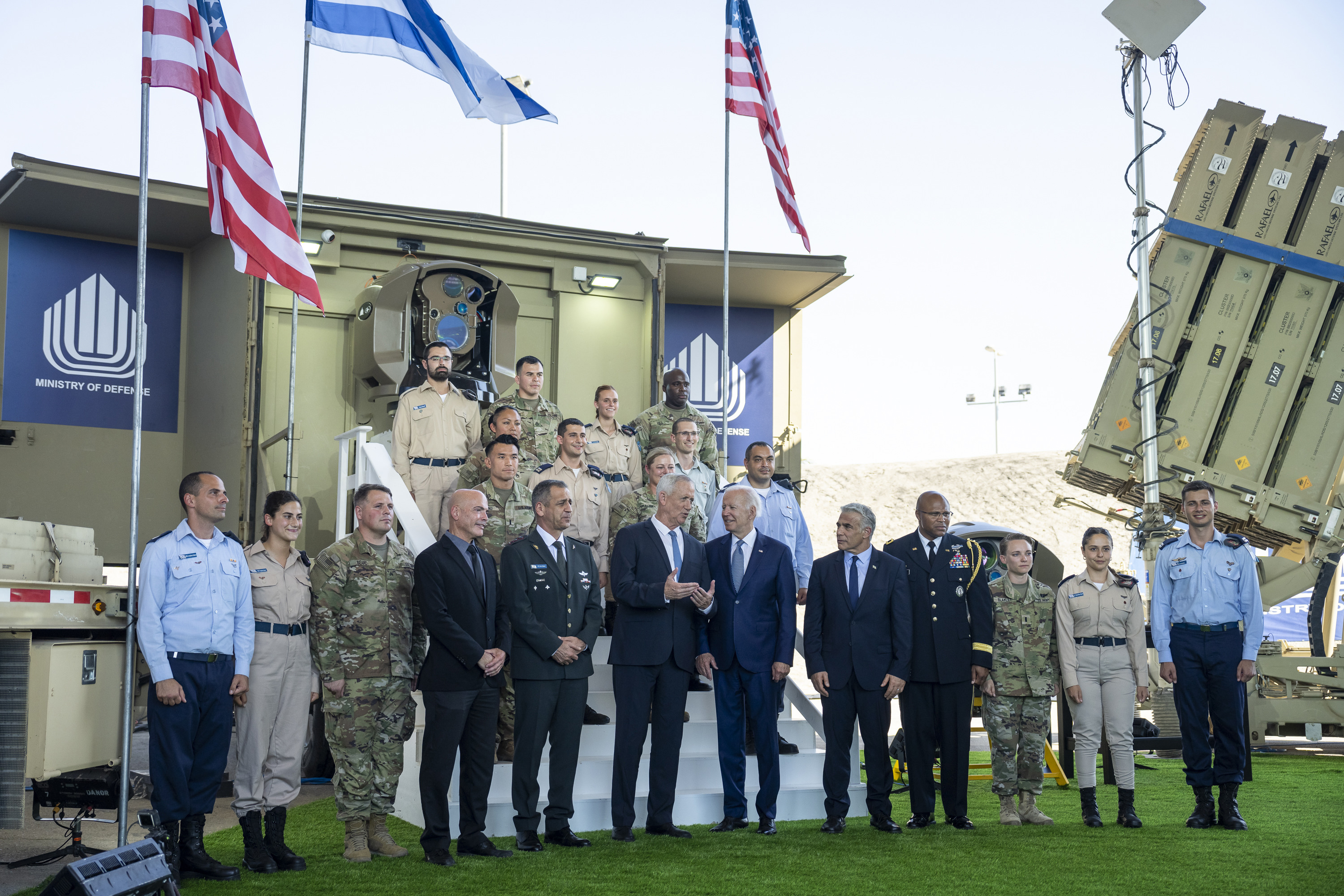
Ганц (шестой слева в нижнем ряду) с Президентом США Джо Байденом во время визита последнего в Израиле (13 июля 2022)

Пользуясь большей свободой действий на посту министра обороны в новом правительстве по сравнению с правительством Нетаньяху, Ганц смог теперь заняться укреплением израильского сотрудничества с Палестинской администрацией и другими странами региона, включая Марокко, Иорданию и Бахрейн, а также продвинуть вопреки разногласиям между членами правительства решение о повышении пенсий для военнослужащих сверхсрочной службы. Ганц также продолжил шаги по продвижению законодательства для проведения реформы в процедуре воинского призыва. В ноябре 2021 года было принято совместное решение Ганца и министра финансов Авигдора Либермана поднять зарплату солдат срочной службы Армии обороны Израиля на 50 %.
В конце марта — начале апреля 2022 года руководил Министерством обороны в ходе операции «Волнолом» против ячеек организаций «Палестинский исламский джихад» и «Хамас» на Западном берегу реки Иордан, в начале августа 2022 года — в ходе военной операции «Рассвет» против целей организации «Палестинский исламский джихад» в секторе Газа, а в октябре 2022 года — в ходе операции в Наблусе против боевиков организации «Львиное логово».
4 сентября 2022 года Ганц завершил процесс отбора кандидата на должность Начальника Генштаба армии по завершении службы генерал-лейтенанта Авива Кохави на посту в январе 2023 года, сообщив о своём решении назначить на должность заместителя Начальника Генштаба, генерал-майора Херци Ха-Леви.

#### Кнессет 25-го созыва

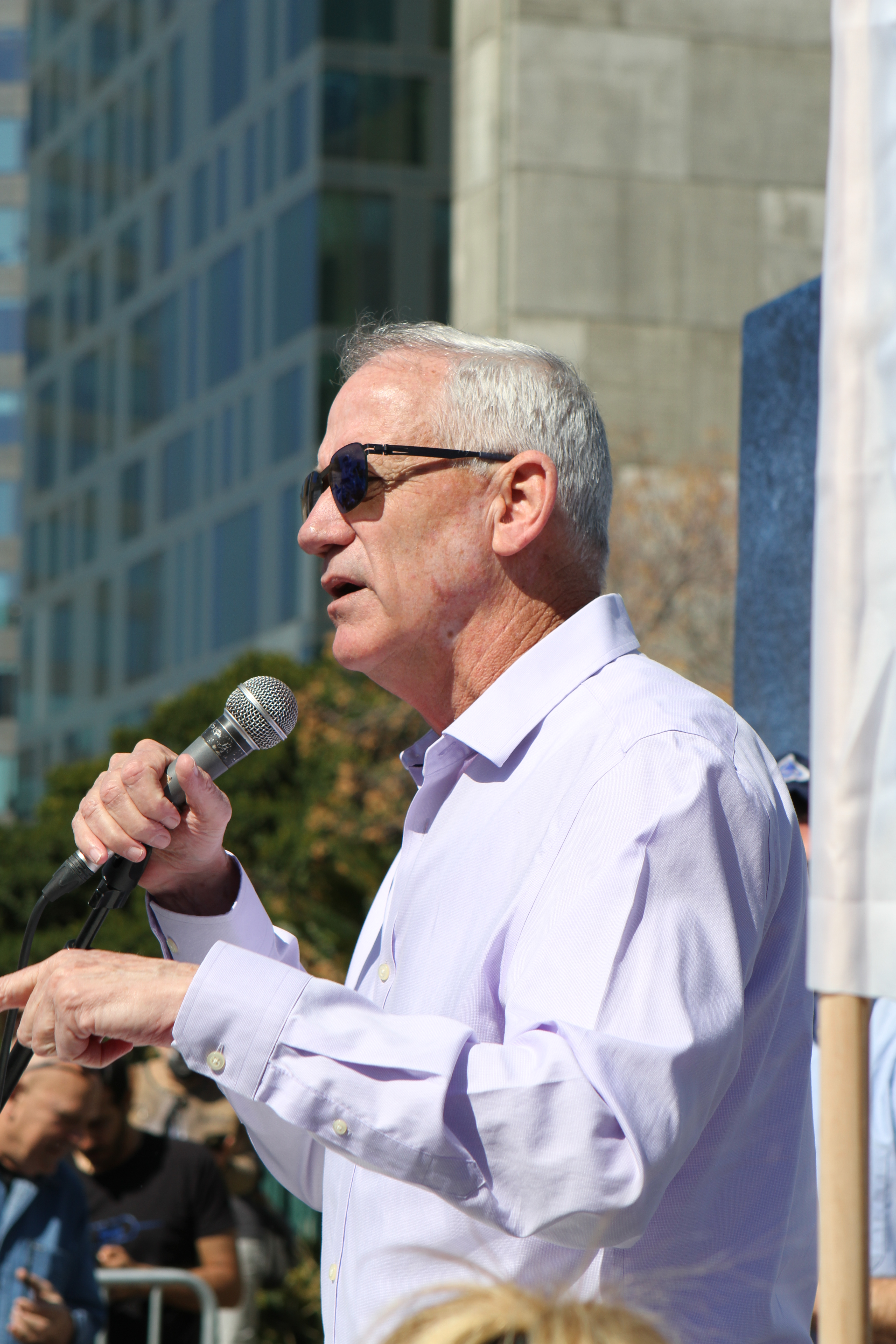
Ганц на демонстрации против судебной реформы (9 марта 2023)

Вследствие объявления внеочередных парламентских выборов, назначенных на 1 ноября 2022 года, Ганц и лидер партии «Тиква Хадаша» Гидеон Саар объявили 10 июля 2022 года о намерении представить на грядущих выборах совместный список кандидатов, ставящий в свою основу правоцентристскую идеологию, в котором лидирующее место займёт Ганц, за ним будет следовать Саар, а остальные члены списка будут состоять на две трети из членов партии «Кахоль-Лаван» и на треть из членов партии «Тиква Хадаша». 14 августа 2022 года о своём решении присоединиться на выборах к данному списку, получившему название «Ха-махане ха-мамлахти» («Лагерь государственников» или «Государственный лагерь»), объявил и преемник Ганца на посту Начальника Генштаба, генерал-лейтенант запаса Гади Айзенкот.
На состоявшихся выборах список «Ха-махане ха-мамлахти» под руководством Ганца получил 9,08 % голосов избирателей, заняв 12 мест в кнессете 25-го созыва. Фракция «Ха-махане ха-мамлахти» осталась в оппозиции в данном созыве кнессета, и 29 декабря 2022 года Ганц сошёл с поста министра обороны и заместителя премьер-министра ввиду принесения присяги 37-го правительства Израиля под руководством Биньямина Нетаньяху, в рамках которого министром обороны был назначен Йоав Галант, а заместителем премьер-министра стал Ярив Левин.
Ганц выступал против судебной реформы в Израиле, задуманной правительством под руководством Нетаньяху, действуя при этом с целью найти компромисс между сторонниками реформы и её противниками, чем вызывал недовольство некоторых противников реформы, утверждавших, что в поиске компромисса Ганц идёт на поводу Нетаньяху, на деле не заинтересованного в достижении компромисса.
11 октября 2023 года вследствие начала операции «Железные мечи» в ответ на вторжение боевиков ХАМАС на юге Израиля Ганц и премьер-министр Нетаньяху объявили о формировании чрезвычайного правительства национального единства, в результате чего Ганц и члены фракции «Ха-махане ха-мамлахти» под руководством Ганца (Гади Айзенкот, Гидеон Саар, Ифат Шаша-Битон и Йехиэль Троппер) вошли в состав правительства Нетаньяху в качестве министров без портфеля, и был сформирован узкий военный кабинет, состоящий из премьер-министра Нетаньяху, министра обороны Йоава Галанта, Ганца и Айзенкота, для управления военной операцией.
В начале марта 2024 года Ганц провёл ряд встреч в США и Великобритании, включая встречу с вице-президентом США Камалой Харрис, с целью обсуждения разногласий между руководством этих стран и израильским руководством относительно продолжения израильских боевых действий на юге секторе Газа. Поездка Ганца вызвала трения с премьер-министром Нетаньяху, окружение которого утверждало, что программа поездки не была должным образом согласована с правительством Израиля.
14 марта 2024 года распался альянс Ганца с Гидеоном Сааром, когда депутаты кнессета Гидеон Саар, Ифат Шаша-Битон, Зеэв Элькин и Шарен Хаскель вышли из состава фракции «Ха-махане ха-мамлахти», сформировав отдельную парламентскую фракцию под названием «Ха-ямин ха-мамлахти».
18 мая 2024 года Ганц публично представил перед премьер-министром Нетаньяху ультиматум с угрозой выхода из правительства, если правительством не будет утверждён всеобъемлющий план действий по достижению целей Израиля в войне в Газе, восстановлению безопасности на северной границе Израиля, продолжению шагов по нормализации отношений с Саудовской Аравией и определению модели призыва ультраортодоксальных евреев на военную службу; Нетаньяху отозвался на заявление Ганца с пренебрежением, назвав требования Ганца пустыми словами, смыслом осуществления которых станет, помимо прочего, проигрыш Израиля в войне с ХАМАСом. 9 июня 2024 года Ганц осуществил свою угрозу и вместе с другими министрами из своей фракции подал в отставку из правительства; отставка вступила в силу 13 июня 2024 года.
В июне 2025 года в партии «Кахоль Лаван Хосен ле-Исраэль», представленной в кнессете фракцией «Ха-махане ха-мамлахти», были назначены внутрипартийные выборы, в которых Ганц и Айзнекот намеревались представить свои кандидатуры на пост председателя партии. Однако 30 июня 2025 года Айзенкот заявил о намерении покинуть фракцию и уволиться с поста депутата кнессета, заявив, что запланированные выборы не отвечают требованиям к должной демократической процедуре (предоставляя право выбора председателя партии избранному собранию, а не всем членам партии). Разногласия между Ганцем и Айзенкотом были вызваны, помимо прочего, разницей между видением Айзенкота, стремившегося к объединению политических сил левоцентристского лагеря, и видением Ганца, стремившегося создать после выборов в кнессет широкую коалицию на базе национального единства. 7 июля 2025 года, после увольнения Айзенкота и присоединившеся к нему Матана Каханы из кнессета, фракция «Ха-махане ха-мамлахти» под руководством Ганца сменила своё наименование на «Кахоль-Лаван Ха-махане ха-мамлахти».

### Образование и личная жизнь

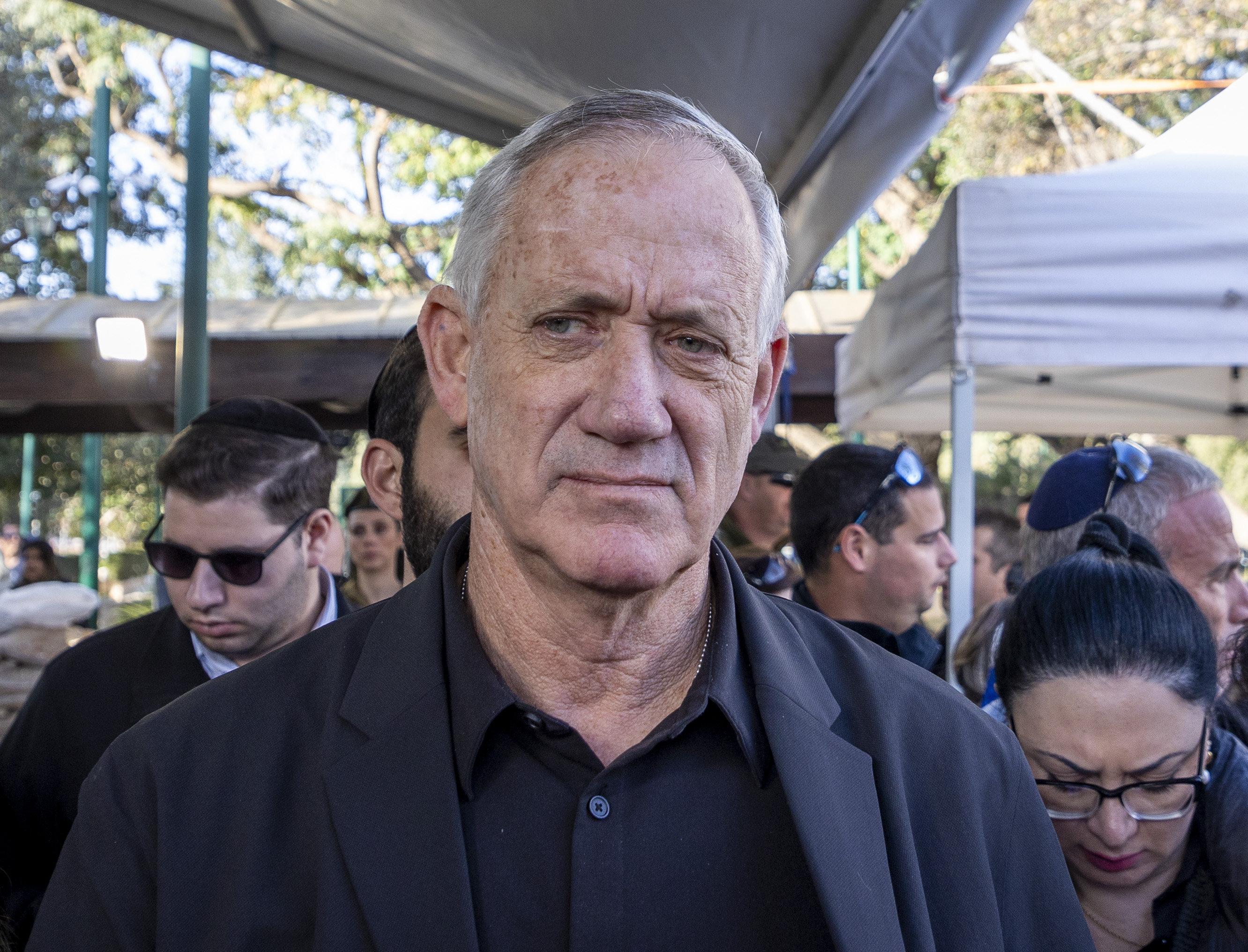
Бени Ганц на похоронах солдата в Израиле (2024)

За время службы в армии Ганц окончил учёбу в Колледже полевого и штабного командного состава Армии обороны Израиля, получил степень бакалавра Тель-Авивского университета в области истории, окончил учёбу в Колледже национальной безопасности Армии обороны Израиля, получив степень магистра Хайфского университета в области политологии, и получил степень магистра Университета национальной обороны (NDU) в США в области управления национальной инфраструктурой.
Проживал в районе Неве-Афек города Рош-ха-Аин. В феврале 2024 года переехал в кибуц Яд-Мордехай на границе с сектором Газа.
Женат с 1989 года на Ревита́ль Ганц (урождённой Алони), работающей директором центра «Ницан» по тренингу родительского взаимодействия с детьми с нарушением процесса обучения. Ганц познакомился со своей будущей женой во время прохождения ею срочной службы в 890-м батальоне, в котором он служил офицером, поэтому отношения между ними начались после демобилизации Ревиталь.
Отец четырёх детей (три сына — Нада́в, Нир и Но́ам — и дочь Но́га). Старший сын Ганца, Надав, служил солдатом в бригаде «Цанханим» в период, когда Ганц находился на должности Начальника Генштаба армии. Трое сыновей Ганца и муж его дочери были призваны на резервистскую службу в ходе войны в Газе, начавшейся в 2023 году.
Старшая сестра Ганца, Шоши Инбар, работала в женской организации НААМАТ и занималась вопросами продвижения прав женщин в рамках деятельности поселенческого движения «Тнуат ха-мошавим». Вторая старшая сестра Ганца Эсти Бухник работала учителем, занималась интеграцией репатриантов и поддержкой людей в сложных жизненных ситуациях, а также работала в управлении по делам спорта в муниципалитете Ашдода. Младшая сестра Ганца Илана Йогев продолжает управление перешедшего ей по наследству от родителей хозяйства в мошаве Кфар-Ахим, в прошлом также работала учителем, затем возглавляла отдел культуры регионального совета Беэр-Товия и управляла собственной компанией по организации мероприятий.
Ганц входит в число болельщиков футбольного клуба «Хапоэль Петах-Тиква» и баскетбольного клуба «Маккаби Тель-Авив».

## Публикации
- אלוף בני גנץ לשמוח בלי לסמוך במחנה, 21.5.10 (Генерал-майор Бени Ганц, «Радоваться спокойствию на ливанской границе, но не рассчитывать на него»), «Ба-махане» (21.5.10), копия на сайте fresh.co.il (Архивная копия от 5 июля 2020 на Wayback Machine) (иврит)
- רא"ל בני גנץ הזיכרון הפרטי שלי ישראל היום, 20.4.12 (Генерал-лейтенант Бени Ганц, «Моя личная память», «Исраэль ха-йом» (20.4.12)) (Архивная копия от 3 марта 2016 на Wayback Machine) (иврит)
- התמונות שבאלבום: בני גנץ על ערן שמיר ז"ל מעריב-אן-אר-ג'י, 21.4.12 («Фотографии в альбоме: Бени Ганц о покойном Эране Шамире», «Маарив-NRG» (21.4.12)) (Архивная копия от 23 апреля 2012 на Wayback Machine) (иврит)
- בני גנץ גנץ נפרד מליפקין-שחק: מקור חוכמה ואומץ מעריב-אן-אר-ג'י, 20.12.12 (Бени Ганц, «Ганц прощается с Липкиным-Шахаком: „Источник мудрости и храбрости“», «Маарив-NRG» (20.12.12)) (Архивная копия от 31 декабря 2012 на Wayback Machine) (иврит)